# 레저베이션 로드
《레저베이션 로드》(영어: Reservation Road)는 미국과 영국에서 제작된 테리 조지 감독의 2007년 범죄 드라마 영화이다. 호아킨 피닉스 등이 출연하였고, 닉 웩슬러 등이 제작에 참여하였다.

## 출연
- 호아킨 피닉스
- 마크 러펄로
- 제니퍼 코널리
- 미라 소비노
- 엘 패닝
- 에디 올더슨
- 숀 컬리
- 앤터니 코론
- 존 슬래터리
- 존 로스먼
- 빌 캠프

## 기타 제작진
- 배역: 어맨다 매키 존슨, 캐시 샌드리치
- 미술: 포드 휠러
- 의상: 캐서린 조지